# Teisendorf

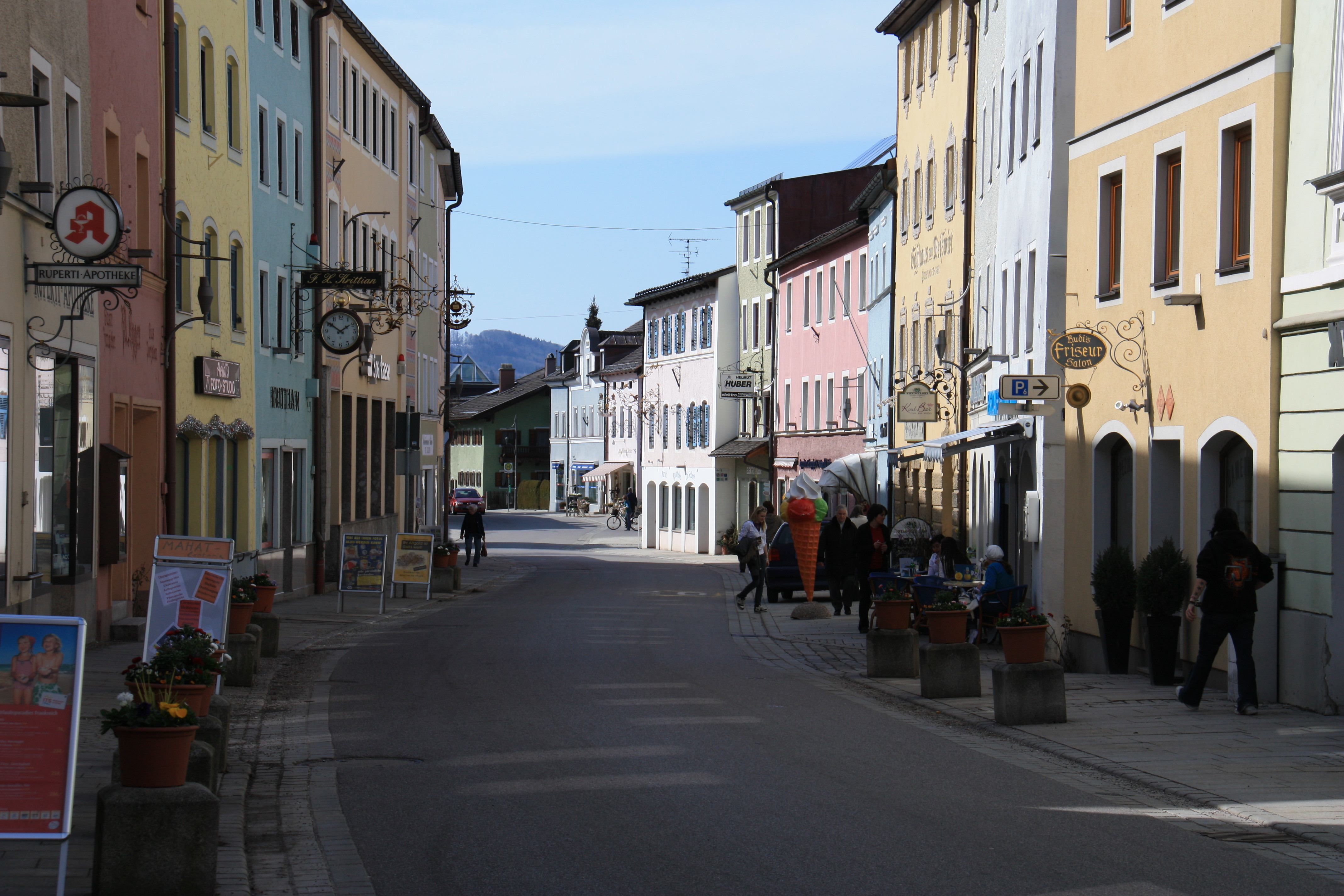
O stradă în centrul localității

Teisendorf este o comună aflată în districtul Berchtesgadener Land, regiunea administrativă Bavaria Superioară, landul Bavaria, Germania.